# Asianellus kuraicus
Asianellus kuraicus là một loài nhện trong họ Salticidae.
Loài này thuộc chi Asianellus. Asianellus kuraicus được Dmitri Viktorovich Logunov & Yuri M. Marusik miêu tả năm 2000.